# Тімашев Олександр Єгорович
Олександр Єгорович Тімашев (рос. Алекса́ндр Его́рович Тима́шев; нар. 3 (15) квітня 1818, Оренбург, Оренбурзька губернія — пом. 20 січня (1 лютого) 1893, Санкт-Петербург) — генерал-ад'ютант (1859), генерал від кавалерії (1872), в 1856—1861 роках начальник штабу Корпусу жандармів і керуючий Третім відділенням, в 1868—1878 роках міністр внутрішніх справ.

## Життєпис
Зі старовинного дворянського роду. Син генерал-майора Єгора Миколайовича Тімашева і його дружини Катерини Олександрівни, уродженої Загряжської. Освіту здобув у Московському університетському пансіоні і Школі гвардійських підпрапорщиків і кавалерійських юнкерів. З 1835 року на військовій службі, брав участь у війні на Кавказі і придушенні повстання в Угорщині. На початку царювання Олександра II, в 1856 році Олександр Тімашев був призначений начальником штабу корпусу жандармів і керуючим Третім відділенням, а після скасування кріпацтва його призначили тимчасовим генерал-губернатором Казанської, Пермської і Вятської губерній. Ці посади він обіймав до 1864 року. З 1867 року обіймав посаду міністра пошти і телеграфів, в цьому ж році Олександр Тімашев був прийнятий в члени Державної ради. У наступному році 1868 році призначений міністром внутрішніх справ на місце Петра Олександровича Валуєва та обіймав цю посаду до кінця 1878 року.
Під час перебування на посаді міністра внутрішніх справ введено Міське положення 1870 року, перетворенні селянські установи в 1874 році, в значній частині була покращена поштова частина, скасовані деякі генерал-губернаторства, міністерству внутрішніх справ були підпорядковані губернії Царства Польського, а також розпочалася інтенсивна русифікація у балтійських губерніях, шляхом введення російської мови як офіційної та ділової.
Був противником реформ, одним з активних організаторів боротьби з революційним і терористичним рухом.